# Ronnie Robinson
Ronnie L. Robinson (Memphis, 9 marzo 1951 – Memphis, 8 maggio 2004) è stato un cestista statunitense, professionista nella ABA.

## Carriera
Venne selezionato dai Phoenix Suns al quarto giro del Draft NBA 1973 (60ª scelta assoluta).